# Patamona
Els patamona són un poble amerindi originari de les muntanyes Pakaraima de Guyana i del nord del Brasil. Ells parlen el kapóng, que pertany a la família de les llengües carib i sovint s’han anomenat indistintament akawaio o Ingariko. Patamona es considera un subgrup dels Kapon.
Hi ha uns 5.000 membres vius d’aquests grups ètnics estretament relacionats a Guyana. Una estimació de la població de Guyana l'any 1990 era de 5500. Segons FUNASA, el Brasil tenia 198 patamona el 2014. Van ser reconeguts com a grup ètnic diferent al Brasil des del 2005.:19

## Història
Es coneixen arqueològicament a partir de col·leccions de ceràmica de la vall de Yawong i del riu Siparuni superior. Aquestes col·leccions suggereixen una afiliació amb grups akawaio al segle XIX. L'urna funerària custodiada per una serp és un artefacte característic de la ceràmica patamona. La ceràmica es comercialitzava per ratlladors de mandioca fets per altres grups caribs fins al segle xx. :18
La regió va ser explotada fins fa poc per obtenir terres agrícoles adequades, caçar i pescar. No es va contactar amb els patamona fins a principis del segle xix.
Fins al dia d’avui, la gent de Patamona es fa dir a si mateixa la Gent del Cel, les restes de la seva cultura sobreviuen a Paramakatoi, així com a les properes Kaieteur Falls.

## Cultura
Kaieteur Falls són un lloc cultural important per al poble patamona. Les caigudes de Kaieteur han rebut el nom de Old Kaie, membre de la tribu patamona. En la seva religió animista els patamona creuen en el Knaima, un esperit que posseeix les persones i les converteix en éssers malvats.
Els productes agrícoles més habituals són la mandioca amarga, el nyam, la batata, la canya de sucre, el bitxo i la carbassa. La mandioca amarga s'utilitza per fer kasiri i pajuaru. El kasiri és una beguda de mandioca fermentada lleugerament consumida a l'esmorzar, mentre que el pajuaru té una fermentació més llarga i és una beguda festiva. Sovint es mengen peixos i es poden fumar en sec.
Les pràctiques culinàries són similars a les altres poblacions indígenes de la regió, inclosa la preparació del pebre guyanès, anomenat "tuma" a Patamona. Els aliments també es fan al vapor embalant-los en fulles i posant-los al costat d’un foc. També recullen bolets silvestres per consumir, incloent amanita perphaea o pulutukwe), Cookeina (agubana), Lentinula boryana (kapiokwok) i certes clavulina'també conegut com kunmudlutse i tepurumeng.

## Viles
A Guyana, els residents de Paramakatoi i alguns altres pobles estan alfabetitzats en anglès i kapóng. Altres pobles amb població patamona són Campbelltown, Micobie i  Monkey Mountain.
Orinduik i Saraó són pobles patamona al llarg del riu Maú.:19